# Strada europea E751
La strada europea E751, o E751, come definita dalla Dichiarazione sulla costruzione delle principali articolazioni di traffico internazionale del 1975, e dai documenti successivi che hanno modificato il trattato, è una diramazione stradale europea di classe B da est a ovest. Inizia a Fiume, in Croazia, dove diverge dalla strada europea E61 prima di passare attraverso lo svincolo di Canfanaro, dove la strada collega Pola, Rovigno, Parenzo e Umago in Croazia con Capodistria in Slovenia. Il percorso fornisce un collegamento stradale ad alte prestazioni in Istria e nel litorale sloveno. A differenza della maggior parte delle rotte, la E751 si concentra sullo svincolo di Kanfanar e ha tre diramazioni, che si estendono fino a Fiume, Pola e Capodistria. La lunghezza totale del percorso, incluse tutte le diramazioni, è 160 km (99 mi).
La E751 è costituita principalmente da autostrade, ma tratti considerevoli sono superstrade o strade a due corsie con intersezioni a raso. Tutti i tratti autostradali della E751 sono soggetti a pedaggio, utilizzando il telepedaggio (ETC) e i sistemi di biglietteria. Dagli anni '80, la E751 è stata gradualmente aggiornata da una normale strada a due corsie agli standard autostradali, e ulteriori aggiornamenti sono ancora in corso o pianificati in alcune aree, in particolare nella sezione Fiume – Kanfanar e nella sezione situata in Slovenia. La maggior parte della E751 è costituita dalle strade Y istriane gestite da BINA Istra. La parte del percorso in Slovenia è gestita dall'Agenzia slovena per le strade, parte del governo sloveno.
La E751 è considerata di grande importanza per l'economia e l'industria turistica della regione, in quanto collega molte località ai sistemi autostradali in Slovenia e Croazia, fornendo una significativa via di accesso per migliaia di turisti automobilistici. Inoltre, due punti finali della E751 si trovano nelle vicinanze dei due principali porti marittimi adriatici di Fiume e Capodistria.

## Descrizione del percorso

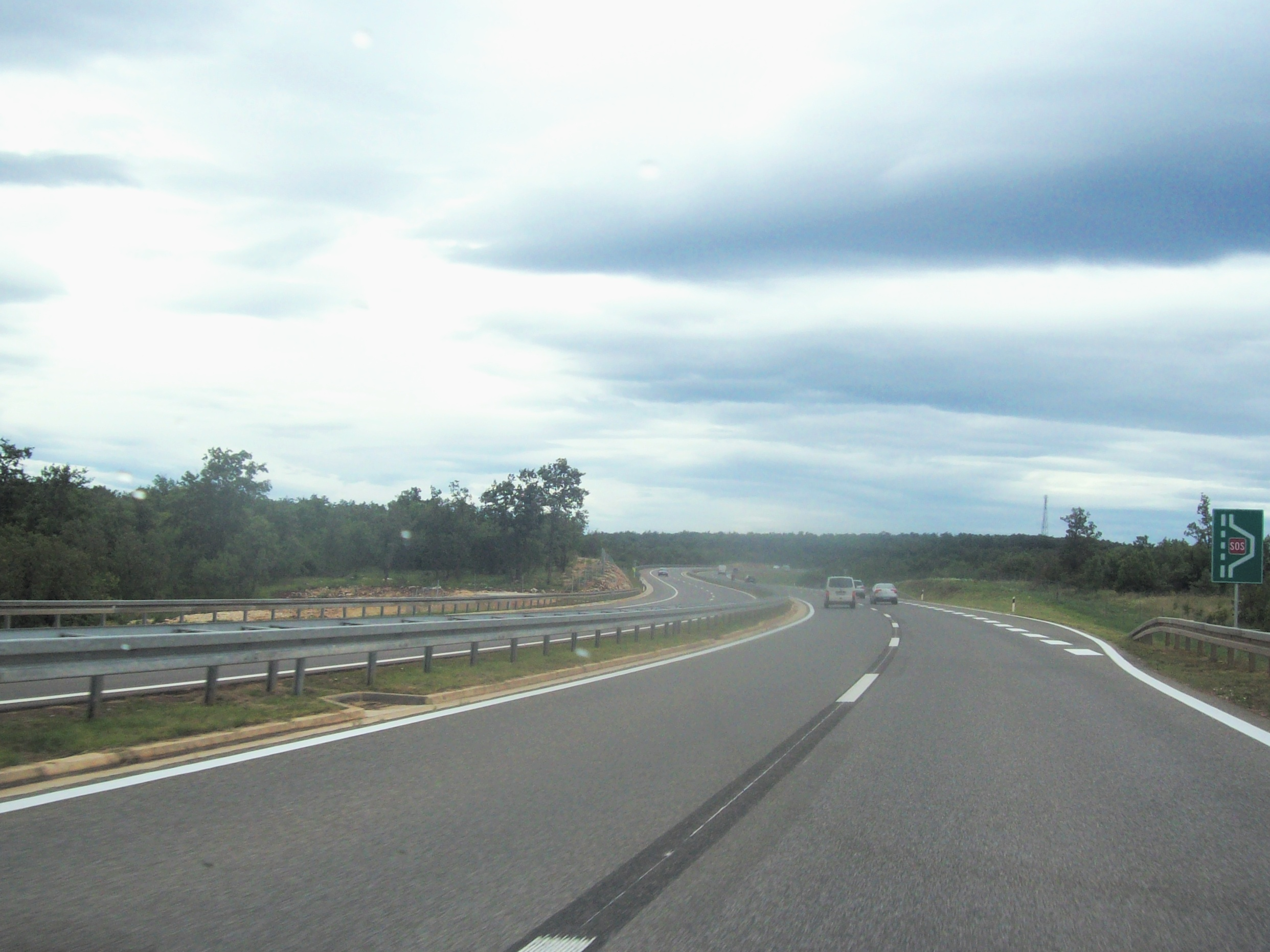
La E751 nella autostrada croata A9

I 160 km lungo la E751, parte della rete stradale internazionale europea, collega le zone costiere adriatiche croate e slovene nelle vicinanze della città di Fiume, dell'Istria e del litorale sloveno. Questo percorso europeo è una diramazione di classe B, costituita principalmente da autostrade e superstrade insieme a strade a due corsie con intersezioni a raso. Diverge dalla strada europea E61 allo svincolo Matulji delle autostrade croate A7 e A8, e segue il percorso dell'autostrada A8. Poiché i tratti della A8 a est dello svincolo Rogovići sono ancora incompleti e mancano della seconda carreggiata, quelli comprendono strade a due corsie ad accesso limitato con svincoli a livelli separati (tranne l'incrocio di Opatija) con la strada statale D8, regolamentato dai semafori. Poiché la A8 termina allo svincolo di Kanfanar, la E751 passa all'autostrada A9 a sei corsie. A questo incrocio, la E751 è segnalata in entrambe le direzioni, seguendo un braccio lungo 30 km del sistema a Y istriano, costituito dalle strade A9 e A8, fino a Pola e un braccio considerevolmente più lungo verso nord fino a Umago. La A8 e la A9 sono i segmenti più lunghi dell'E751, essendo lunghi 141 km combinati. Dopo il capolinea nord dell'autostrada A9 nello svincolo di Umago, la E751 passa al connettore di 0,6 chilometri (0,37 mi) D510 e al tratto più settentrionale della strada statale D21 che porta al valico di frontiera Kaštel / Dragonja verso la Slovenia. Oltre il confine, la E751 segue la strada G11 fino alla città di Koper, dove termina la E751. Pertanto, a differenza della maggior parte delle rotte, la E751 è centrata su uno svincolo centrale, Kanfanar, e ha tre bracci, ciascuno che si estende fino a Fiume, Pola e Capodistria.

## Pedaggi

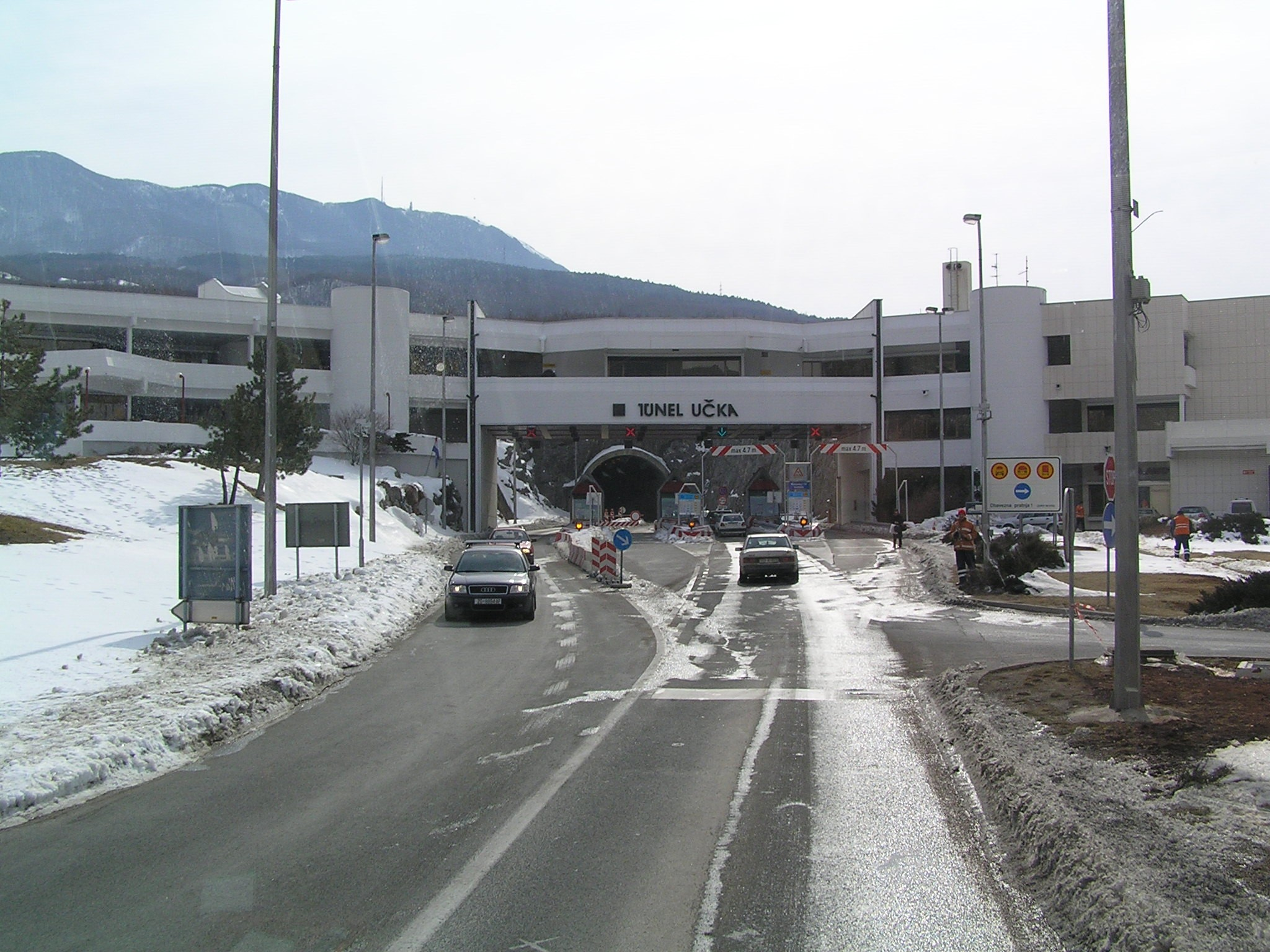
A8: il Tunnel Učka con il pedaggio ovest

Da giugno 2011, l'E751 comprende le autostrade a pedaggio croate A8 e A9 della Y istriana. I pedaggi si basano sulla classificazione dei veicoli in Croazia utilizzando un sistema di pedaggio chiuso. I pedaggi applicati lungo i caselli dell'autostrada A9 variano a seconda della lunghezza del percorso e vanno da 3,00 kune (€ 0,40) a 26,00 kune (€ 3,51) per le auto e da 15,00 kune (€ 2,02) a 185,00 kune (€ 25,00) per camion. Sebbene la A8 utilizzi anche un sistema di biglietteria, l'uso della strada è gratuito ad eccezione dei veicoli che attraversano il tunnel Učka e la sezione di Kanfanar – Rogovići. Un utente che usufruisce di tutto il percorso dell'A8 paga 36,00 kune (4,86 €) per le autovetture o fino a 205,00 kune (27,70 €) per i semirimorchi, a seconda della classificazione del veicolo in Croazia. I sistemi di biglietteria impiegati dalla A9 e dalla A8 sono unificati; i pedaggi non vengono addebitati quando si passa da una strada all'altra. Il pedaggio può essere pagato in kune croate o in euro utilizzando le principali carte di credito, carte di debito e una serie di sistemi di riscossione prepagati. Quest'ultimo comprende vari tipi di carte emesse dall'operatore autostradale e da ENC e un telepedaggio(ETC) utilizzato dalla maggior parte delle autostrade croate che fornisce ai conducenti tariffe scontate per le corsie riservate ai caselli.
L'operatore delle rotte A9 e A8, BINA Istra, ha segnalato una somma di 65.8 milioni di kune (€ 8,9 milioni) provenienti dal pedaggio raccolto nel primo semestre 2011; ciò rappresenta un aumento del 30,8% rispetto allo stesso periodo dell'anno precedente. Il dato include l'intero sistema a Y istriano: l'autostrada A9 e l'autostrada A8. Una parte importante dell'aumento è attribuita all'introduzione del sistema di pedaggio chiuso, che ha sostituito un sistema di pedaggio aperto in cui il pedaggio veniva addebitato solo al ponte di Mirna e al tunnel Učka. La parte della E751 in Slovenia, gestita dall'Agenzia slovena per le strade, non è a pedaggio, né lo è una breve parte della E751 composta da meno di 2 chilometri (1,2 miglia) strade statali croate. Le strade statali in Croazia sono gestite da Hrvatske ceste.

## Storia

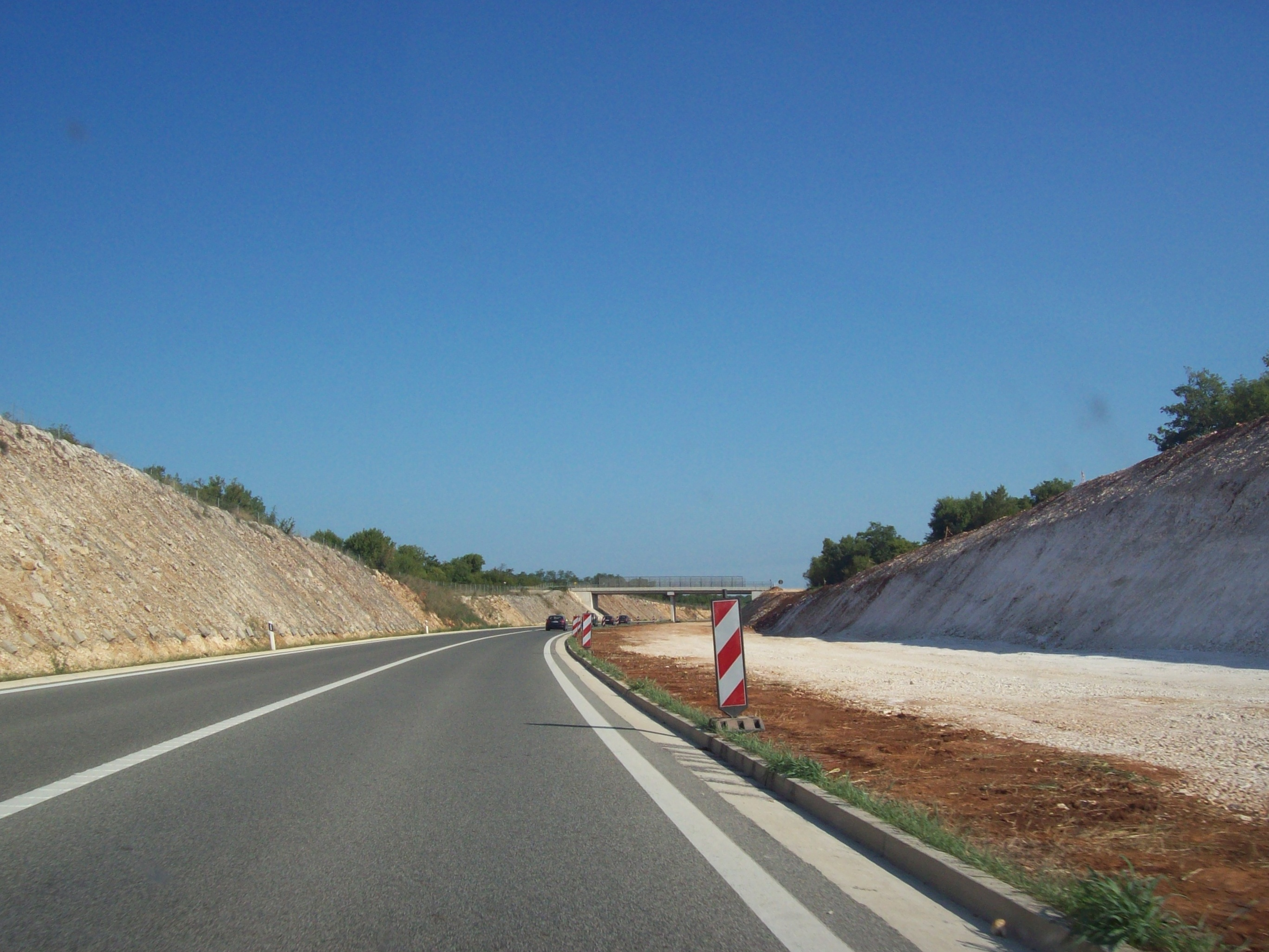
La A9 durante la costruzione dell'autostrada a sei corsie, 2009

La Commissione economica per l'Europa delle Nazioni Unite è stata istituita nel 1947 e il loro primo importante atto per migliorare i trasporti è stata la dichiarazione congiunta delle Nazioni Unite nº1264. Firmata a Ginevra il 16 settembre 1950, è stata denominata Dichiarazione sulla costruzione delle principali diramazioni stradali internazionali, il quale ha definito la prima rete stradale elettronica. Questa dichiarazione è stata modificata più volte prima del 15 novembre 1975, quando è stata sostituita dall'accordo europeo sulle principali diramazioni di traffico internazionale (AGR), che ha stabilito un sistema di numerazione dei percorsi e migliorato gli standard per le strade nell'elenco. L'AGR ha subito diverse modifiche, l'ultima delle quali, a partire dal 2011, è avvenuta nel 2008. La riorganizzazione della rete stradale elettronica del 1975 e del 1983 ha definito la strada E751 e assegnata alla strada Fiume – Pola – Capodistria.

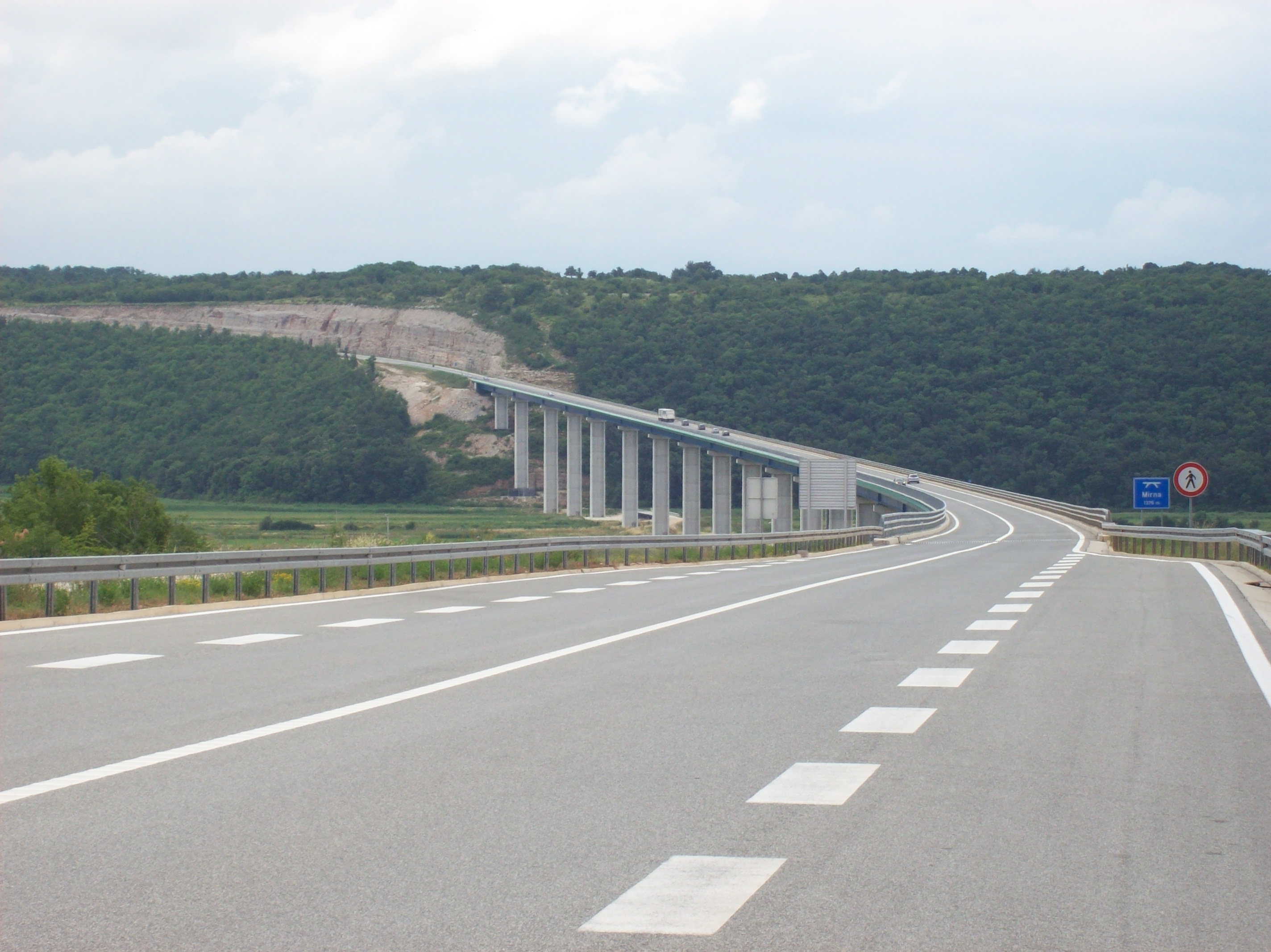
Approccio al ponte Mirna

Poiché la prima sezione della Y istriana, che costituisce la maggior parte del percorso E751, è iniziata nel 1976, con l'apertura della prima sezione nel 1981, non c'erano percorsi stradali ad alte prestazioni in Istria. Invece, la E751 è stata segnalata lungo le strade statali, in particolare la D66 che attraversa Rijeka e Pola, per poi passare alla D21 a Pola fino al valico di frontiera di Kaštel. Con lo sviluppo del sistema a Y istriano, la definizione della E751 è stata gradualmente trasferita al nuovo percorso, con segnaletica della E751 lungo la A9 e la A8, proprio come la designazione della strada statale D3 a ovest di Rijeka è stata trasferita alla B8 e B9 (successivamente sostituito rispettivamente da A8 e A9).

### Lo sviluppo pianificato
A partire da settembre 2011, c'erano diversi piani volti al potenziamento delle strade costitutive E751 in varie fasi di progettazione o implementazione. Il percorso A8 dovrebbe essere aggiornato agli standard autostradali a sei corsie dal suo concessionario, BINA Istra. I lavori di ammodernamento sono stati completati lungo un percorso di 18 km del tracciato a ovest di Rogovići, mentre il resto doveva essere aggiornato entro la fine del 2014 o l'inizio del 2015. L'autostrada A9 è in gran parte completata e le strutture mancanti necessarie per realizzare una sezione trasversale completa a sei corsie dell'autostrada al ponte di Mirna e al viadotto di Limska Draga dovrebbero essere completate entro il 2014. La restante sezione non costruita dell'autostrada è un breve collegamento con il confine sloveno e la prevista superstrada H5. L'autostrada doveva essere costruita dopo il 2013, portando l'E751 al capolinea di Capodistria.
A gennaio 2021, la seconda carreggiata della A8 è stata completata da Kanfanar a Cerovlje e sono in corso lavori sulla sezione tra Cerovlje e il tunnel Učka, compresa la costruzione di un secondo tubo per il tunnel Učka. Il tunnel dovrebbe essere completato nel 2024. I viadotti Limska Draga e Mirna erano ancora superstrade a due corsie e la costruzione della sezione H5 in concomitanza con E751 non era ancora iniziata.